# IFIT1
IFIT1 (англ. Interferon induced protein with tetratricopeptide repeats 1) – білок, який кодується однойменним геном, розташованим у людей на короткому плечі 10-ї хромосоми. Довжина поліпептидного ланцюга білка становить 478 амінокислот, а молекулярна маса — 55 360.
| 10         |  | 20         |  | 30         |  | 40         |  | 50         |
| ---------- |  | ---------- |  | ---------- |  | ---------- |  | ---------- |
| MSTNGDDHQV |  | KDSLEQLRCH |  | FTWELSIDDD |  | EMPDLENRVL |  | DQIEFLDTKY |
| SVGIHNLLAY |  | VKHLKGQNEE |  | ALKSLKEAEN |  | LMQEEHDNQA |  | NVRSLVTWGN |
| FAWMYYHMGR |  | LAEAQTYLDK |  | VENICKKLSN |  | PFRYRMECPE |  | IDCEEGWALL |
| KCGGKNYERA |  | KACFEKVLEV |  | DPENPESSAG |  | YAISAYRLDG |  | FKLATKNHKP |
| FSLLPLRQAV |  | RLNPDNGYIK |  | VLLALKLQDE |  | GQEAEGEKYI |  | EEALANMSSQ |
| TYVFRYAAKF |  | YRRKGSVDKA |  | LELLKKALQE |  | TPTSVLLHHQ |  | IGLCYKAQMI |
| QIKEATKGQP |  | RGQNREKLDK |  | MIRSAIFHFE |  | SAVEKKPTFE |  | VAHLDLARMY |
| IEAGNHRKAE |  | ENFQKLLCMK |  | PVVEETMQDI |  | HFHYGRFQEF |  | QKKSDVNAII |
| HYLKAIKIEQ |  | ASLTRDKSIN |  | SLKKLVLRKL |  | RRKALDLESL |  | SLLGFVYKLE |
| GNMNEALEYY |  | ERALRLAADF |  | ENSVRQGP   |  |            |  |            |

A: Аланін

C: Цистеїн

D: Аспарагінова кислота

E: Глутамінова кислота

F: Фенілаланін

G: Гліцин

H: Гістидин

I: Ізолейцин

K: Лізин

L: Лейцин

M: Метіонін

N: Аспарагін

P: Пролін

Q: Глутамін

R: Аргінін

S: Серин

T: Треонін

V: Валін

W: Триптофан

Кодований геном білок за функцією належить до фосфопротеїнів. 
Задіяний у таких біологічних процесах, як імунітет, вроджений імунітет, взаємодія хазяїн-вірус, противірусний захист, альтернативний сплайсинг. 
Білок має сайт для зв'язування з РНК. 
Локалізований у цитоплазмі.